# Šárka Rosová Váňová
Šárka Rosová Váňová (* 14. února 1967 Most) je česká spisovatelka, televizní a rozhlasová moderátorka a dabérka, publikuje též pod pseudonymem Sherry Rose.

## Život
Vystudovala fotografickou a ekonomickou školu. Od roku 1996 působila jako moderátorka v regionální televizi Dakr Most a v několika severočeských a pražských komerčních rádiích. V letech 2003–2019 byla moderátorkou v Českém rozhlasu, kde také autorsky připravovala pořady Mazlíci a Mikrofórum.
Žije a tvoří v Horních Beřkovicích. Příležitostně dabuje, nahrává rozhlasové spoty a čte komentáře k filmům. Je majitelkou nakladatelství Knihy psané srdcem. Píše a vydává svou vlastní tvorbu.
S manželem Adamem Rosou má čtyři dcery, Veroniku, Zuzanu, Ladu a Kláru.[zdroj?]